# Michael G. Crandall
Pour les articles homonymes, voir Crandall.
Michael Grain Crandall (né le 29 novembre 1940 à Baton Rouge, Louisiane) est un mathématicien américain, spécialisé dans les équations différentielles.

## Biographie
En 1962, Crandall obtient un baccalauréat en physique de l'ingénieur de l'Université de Californie à Berkeley, se tourne vers les mathématiques, obtient une maîtrise en 1964 et un doctorat en 1965 sous la direction de Heinz Cordes à Berkeley, avec une thèse qui résout un problème de mécanique céleste posé par Carl Siegel, intitulée Deux familles de solutions planes du problème des quatre corps. En 1965, il est instructeur à Berkeley, en 1966 professeur adjoint à l'Université Stanford et à partir de 1969 à l'Université de Californie à Los Angeles (UCLA), où il est professeur de 1973 à 1976. De 1974 à 1984, il est professeur au Mathematics Research Center de l'Université du Wisconsin à Madison, de 1984 à 1990 en tant que Hille-Professor de Mathematiques. De 1988 jusqu'à sa retraite, il est professeur à l'Université de Californie à Santa Barbara. Crandall est plusieurs fois professeur invité à l'Université de Paris, où il reçoit un doctorat honorifique en 1999.
Crandall travaille principalement sur les équations aux dérivées partielles, par exemple avec la Théorie des bifurcations, les équations d'évolution, la génération de semi-groupes de transformations sur les espaces de Banach  et la théorie des Équations de Hamilton-Jacobi. Avec Pierre-Louis Lions, il fait des recherches sur les solutions en viscosité des équations aux dérivées partielles.
En 2000, il est élu membre de l'Académie américaine des arts et des sciences. En 1999, il reçoit le Prix Leroy P. Steele. En 1974, il est conférencier invité (sur "Semigroups of nonlinear equations and evolution equations") au Congrès international des mathématiciens à Vancouver. En 2012, il devient membre de l'American Mathematical Society.
Il est directeur de thèse de Lawrence C. Evans et Panagiotis E. Souganidis (en).